# 剛果大鰭麗魚
剛果大鰭麗魚，為輻鰭魚綱鱸形目隆頭魚亞目慈鯛科的其中一種，分布於非洲剛果河中部流域，體長可達15.2公分，棲息在中底層水域，生活習性不明。